# Baudouin Cabillau
Baudouin (ook Boudewijn) Cabillau (Ieper, 10 november 1568 – Antwerpen, 13 november 1652) was een Zuid-Nederlands jezuïet en Neolatijns schrijver.

## Levensloop
Cabillau trad in 1592 in de jezuïetenorde en legde in 1611 de eeuwige geloften af.
Gedurende vijf jaar was hij regent in een middelbare school en gedurende vijftien jaar prefect van een lagere school. Hij werd vervolgens missionaris in landelijke gebieden. Hij werd ook medestichter van het jezuïetencollege in Kassel en werd er rector van.
Deze activiteiten beletten hem niet zich ook als schrijver te doen gelden. Hij schreef verschillende historische werken, en componeerde veel gedichten. Dit alles in het Latijn.

## Publicaties
- Epistolarum heroum et heriodumllibri quatuor, 1636.